# Olympische Sommerspiele 1956/Teilnehmer (Irland)
| Gelbes Symbol für Goldmedaillen mit stilisierten Olympischen Ringen | Graues Symbol für Silbermedaillen mit stilisierten Olympischen Ringen | Braundes Symbol für Bronzemedaillen mit stilisierten Olympischen Ringen |
| ------------------------------------------------------------------- | --------------------------------------------------------------------- | ----------------------------------------------------------------------- |
| 1                                                                   | 1                                                                     | 3                                                                       |

Irland nahm an den Olympischen Sommerspielen 1956 im australischen Melbourne sowie den Reiterspielen in der schwedischen Hauptstadt Stockholm mit einer Delegation von 18 Sportlern, 17 Männer und eine Frau, an 17 Wettkämpfen in fünf Sportarten teil.
Es war die fünfte Teilnahme Irlands an Olympischen Sommerspielen.
Jüngster Athlet war mit 18 Jahren und 201 Tagen der Boxer Johnny Caldwell, ältester Athlet der Reiter Harry Freeman-Jackson (45 Jahre und 171 Tage).

## Flaggenträger
Der Boxer Tony Byrne trug die Flagge Irlands während der Eröffnungsfeier im Olympiastadion.

## Medaillengewinner
Mit einer gewonnenen Gold-, einer Silber- und drei Bronzemedaillen belegte das irische Team Platz 21 im Medaillenspiegel.

### Gold
| Name       | Sportart       | Wettbewerb      |
| ---------- | -------------- | --------------- |
| Ron Delany | Leichtathletik | 1500 Meter Lauf |

### Silber
| Name            | Sportart | Wettbewerb    |
| --------------- | -------- | ------------- |
| Frederick Tiedt | Boxen    | Weltergewicht |

### Bronze
| Name            | Sportart | Wettbewerb     |
| --------------- | -------- | -------------- |
| Tony Byrne      | Boxen    | Leichtgewicht  |
| Johnny Caldwell | Boxen    | Fliegengewicht |
| Freddie Gilroy  | Boxen    | Bantamgewicht  |

## Teilnehmer nach Sportarten

### Boxen
Herren
- Tony Byrne
  - Leichtgewicht

Rang drei 
Runde eins: Freilos
Runde zwei: Sieg gegen Josef Chovanec aus der Tschechoslowakei durch Disqualifikation des Gegners in der dritten Runde
Viertelfinale: gegen Louis Molina aus den USA nach Punkten durchgesetzt
Halbfinale: Niederlage gegen Harry Kurschat aus Deutschland nach Punkten

- Johnny Caldwell
  - Fliegengewicht

Rang drei 
Runde eins: Freilos
Runde zwei: Sieg gegen Yaishwe Best aus Burma durch KO in der dritten Runde
Viertelfinale: gegen Warner Batchelor aus Australien nach Punkten durchgesetzt
Halbfinale: Niederlage gegen Mircea Dobrescu aus Rumänien nach Punkten

- Freddie Gilroy
  - Bantamgewicht

Rang drei 
Runde eins: Freilos
Runde zwei: Sieg gegen Boris Stepanow aus der Sowjetunion durch KO in der dritten Runde
Viertelfinale: gegen Mario Sitri aus Italien nach Punkten durchgesetzt
Halbfinale: Niederlage gegen Wolfgang Behrendt aus Deutschland nach Punkten

- Henry Perry
  - Halbweltergewicht

Rang neun
Runde eins: Freilos
Runde zwei: Niederlage gegen Claude Saluden aus Frankreich nach Punkten

- Patrick Sharkey
  - Schwergewicht

Rang neun
Runde eins: Niederlage gegen Törner Åhsman aus Schweden durch KO in der dritten Runde

- Martin Smyth
  - Federgewicht

Rang 17
Runde eins: Niederlage gegen Pentti Hämäläinen aus Finnland durch technischen KO in der zweiten Runde

- Frederick Tiedt
  - Weltergewicht

Rang zwei 
Runde eins: Punktsieg gegen Tadeusz Walasek aus Polen
Viertelfinale: Sieg gegen Pearce Lane aus den USA nach Punkten
Halbfinale: gegen Kevin John Hogarth aus Australien nach Punkten durchgesetzt
Finale: Niederlage gegen Nicolae Linca aus Rumänien nach Punktrichterentscheidung (2:3)

### Leichtathletik
Damen
- Maeve Kyle
  - 100 Meter Lauf

Runde eins: ausgeschieden in Lauf vier (Rang sechs), 12,3 Sekunden (handgestoppt), 12,48 Sekunden (automatisch gestoppt)
  - 200 Meter Lauf

Runde eins: ausgeschieden in Lauf eins (Rang fünf), 26,4 Sekunden (handgestoppt), 26,57 Sekunden (automatisch gestoppt)

Herren
- Ron Delany
  - 1500 Meter Lauf

Runde eins: in lauf zwei (Rang drei) für das Finale qualifiziert, 3:47,4 Minuten (handgestoppt), 3:47,48 Minuten (automatisch gestoppt)
Finale: 3:41,2 Minuten (handgestoppt), 3:41,49 Minuten (automatisch gestoppt) – olympischer Rekord, Rang eins

- Eamonn Kinsella
  - 110 Meter Hürden

Runde eins: ausgeschieden in Lauf eins (Rang vier), 14,6 Sekunden (handgestoppt), 14,66 Sekunden (automatisch gestoppt)

### Reiten
Herren
Springreiten
- Ergebnisse
Finale: 131,25 Strafpunkte, Rang sieben
Runde eins: 66,00 Strafpunkte, Rang fünf
Runde zwei: 65,25 Strafpunkte, Rang sieben
- Mannschaft
Kevin Barry
Patrick Kiernan
William Ringrose

Vielseitigkeitsreiten
- Ergebnisse
Finale: Wettkampf nicht beendet (DNF)
Dressur: 477,20 Strafpunkte, Rang 16
Geländeritt: Wettkampf nicht beendet (DNF)
- Mannschaft
Harry Freeman-Jackson
Ian Hume-Dudgeon
Bill Mullins

Einzel
- Kevin Barry
  - Springreiten

Finale: 35,00 Strafpunkte, Rang 18
Runde eins: 23,00 Strafpunkte, Rang 26
Runde zwei: 12,00 Strafpunkte, Rang 16

- Harry Freeman-Jackson
  - Vielseitigkeit

Finale: 170,81 Strafpunkte, Rang 17
Dressur: 153,20 Strafpunkte, Rang 45
Geländeritt: 7,61 Strafpunkte, Rang 13
Springreiten: 10,00 Strafpunkte, Rang zwei

- Ian Hume-Dudgeon
  - Vielseitigkeit

Finale: Wettkampf nicht beendet (DNF)
Dressur: 158,00 Strafpunkte, Rang 48
Geländeritt: Wettkampf nicht beendet (DNF)

- Patrick Kiernan
  - Springreiten

Finale: 52,25 Strafpunkte, Rang 27
Runde eins: 19,00 Strafpunkte, Rang 19
Runde zwei: 33,25 Strafpunkte, Rang 37

- Bill Mullins
  - Vielseitigkeit

Finale: 145,48 Strafpunkte, Rang zehn
Dressur: 166,00 Strafpunkte, Rang 51
Geländeritt: 31,02 Strafpunkte, Rang sieben
Springreiten: 10,50 Strafpunkte, Rang 19

- William Ringrose
  - Springreiten

Finale: 44,00 Strafpunkte, Rang 23
Runde eins: 24,00 Strafpunkte, Rang 28
Runde zwei: 20,00 Strafpunkte, Rang 21

### Ringen
Herren

Freistil

- Gerry Martina
  - Halbschwergewicht

Rang vier, ausgeschieden nach Runde vier mit sechs Minuspunkten
Runde eins: Schultersieg gegen Spyros Defteraios aus Griechenland, null Minuspunkte
Runde zwei: Freilos
Runde drei: Schulterniederlage gegen Kevin Coote aus Australien, drei Minuspunkte
Runde vier: Schulterniederlage gegen Boris Chadschumarowitsch Kulajew aus der Sowjetunion, sechs Minuspunkte

### Segeln
Herren
- John Somers Payne
  - Finn-Dinghy

Finale: 1.830 Punkte, Rang 16
Rennen eins: 448 Punkte, 3:33:25 Stunden, Rang neun
Rennen zwei: Rennen nicht beendet (DNF)
Rennen drei: 448 Punkte, 3:50:15 Stunden, Rang neun
Rennen vier: 323 Punkte, 3:20:23 Stunden, Rang zwölf
Rennen fünf: 288 Punkte, 3:35:55 Stunden, Rang 13
Rennen sechs: 323 Punkte, 3:30:14 Stunden, Rang zwölf
Rennen sieben: Rennen nicht beendet (DNF)